# Шарковщина (станция)
Шарковщина (бел. Шаркаўшчына) — станция Витебского отделения Белорусской железной дороги в Шарковщинском районе Витебской области. Находится в городе Шарковщина; на линии Воропаев — Друя, между остановкой «Дембово» и остановкой «Зори».